# Saint-Maur (Oise)
Saint-Maur és un municipi francès, situat al departament de l'Oise i a la regió dels Alts de França. L'any 2007 tenia 389 habitants.

## Demografia

### Població
El 2007 la població de fet de Saint-Maur era de 389 persones. Hi havia 136 famílies de les quals 20 eren unipersonals (8 homes vivint sols i 12 dones vivint soles), 44 parelles sense fills i 72 parelles amb fills.
La població ha evolucionat segons el següent gràfic:
Habitants censats

### Habitatges
El 2007 hi havia 166 habitatges, 137 eren l'habitatge principal de la família, 13 eren segones residències i 16 estaven desocupats. Tots els 163 habitatges eren cases. Dels 137 habitatges principals, 104 estaven ocupats pels seus propietaris, 29 estaven llogats i ocupats pels llogaters i 4 estaven cedits a títol gratuït; 1 tenia dues cambres, 21 en tenien tres, 45 en tenien quatre i 70 en tenien cinc o més. 127 habitatges disposaven pel capbaix d'una plaça de pàrquing. A 72 habitatges hi havia un automòbil i a 53 n'hi havia dos o més.

### Piràmide de població
La piràmide de població per edats i sexe el 2009 era:
| Homes | Edats   | Dones |
| ----- | ------- | ----- |
| 0     | 95 o +  | 0     |
| 0     | 90 a 94 | 0     |
| 0     | 85 a 89 | 0     |
| 0     | 80 a 84 | 4     |
| 8     | 75 a 79 | 4     |
| 4     | 70 a 74 | 12    |
| 8     | 65 a 69 | 8     |
| 4     | 60 a 64 | 8     |
| 16    | 55 a 59 | 4     |
| 4     | 50 a 54 | 12    |
| 20    | 45 a 49 | 16    |
| 16    | 40 a 44 | 24    |
| 12    | 35 a 39 | 8     |
| 4     | 30 a 34 | 8     |
| 16    | 25 a 29 | 8     |
| 12    | 20 a 24 | 12    |
| 12    | 15 a 19 | 16    |
| 20    | 10 a 14 | 20    |
| 8     | 5 a 9   | 12    |
| 4     | 0 a 4   | 8     |

## Economia
El 2007 la població en edat de treballar era de 254 persones, 161 eren actives i 93 eren inactives. De les 161 persones actives 147 estaven ocupades (85 homes i 62 dones) i 14 estaven aturades (6 homes i 8 dones). De les 93 persones inactives 26 estaven jubilades, 40 estaven estudiant i 27 estaven classificades com a «altres inactius».

### Ingressos
El 2009 a Saint-Maur hi havia 138 unitats fiscals que integraven 403 persones, la mediana anual d'ingressos fiscals per persona era de 15.663 €.

### Activitats econòmiques
Dels 9 establiments que hi havia el 2007, 1 era d'una empresa de construcció, 2 d'empreses de comerç i reparació d'automòbils, 3 d'empreses de serveis, 1 d'una entitat de l'administració pública i 2 d'empreses classificades com a «altres activitats de serveis».
Dels 4 establiments de servei als particulars que hi havia el 2009, 1 era un taller de reparació d'automòbils i de material agrícola, 1 taller d'inspecció tècnica de vehicles, 1 lampisteria i 1 perruqueria.
L'any 2000 a Saint-Maur hi havia 11 explotacions agrícoles que ocupaven un total de 864 hectàrees.

## Equipaments sanitaris i escolars
El 2009 hi havia una escola maternal integrada dins d'un grup escolar amb les comunes properes formant una escola dispersa.

## Poblacions més properes
El següent diagrama mostra les poblacions més properes.